# مورچه‌مرغ بال‌نواری
مورچه‌مرغ بال‌نواری (نام علمی: Myrmornis torquata) نام یک گونه از تیره مورچه‌مرغ است.